# Eryops
Eryops är ett utdött släkte av halvakvatiska amfibier, som hittats främst i skikt från perm (cirka 295 miljoner år sedan) i Archer County, Texas.
Fossil har också hittats i New Mexico och i östra USA.
Eyrops var 1,5 - 2 meter lång och var därigenom ett av de största landlevande djuren på den tiden. Det vägde omkring 90 kilo. 
Flera kompletta skelett av Eryops har hittats men delar av kraniet och tänder är de vanligaste fossilen.
Eryops är ett bra exempel på ett djur, som framgångsrikt anpassade sig vid flytten från vatten till land. Det behöll och förfinade de flesta av de drag det fått från sina föregångare. Dess kraftiga ben stödde och förflyttade kroppen när den var uppe ur vattnet. En tjockare och kraftigare ryggrad hindrade kroppen från att säcka ihop under sin egen vikt. Genom att utnyttja rudimentära käkben utvecklade det ett primitivt öra som gjorde det möjligt att uppfatta luftburna ljud.
Eryops betyder "utdraget ansikte", vilket härrör sig från att större delen av dess kranium låg framför ögonen. Namnet eryops är bildat av grekiska eryein som betyder utdragna och ops med betydelsen ansikte.

## Beskrivning

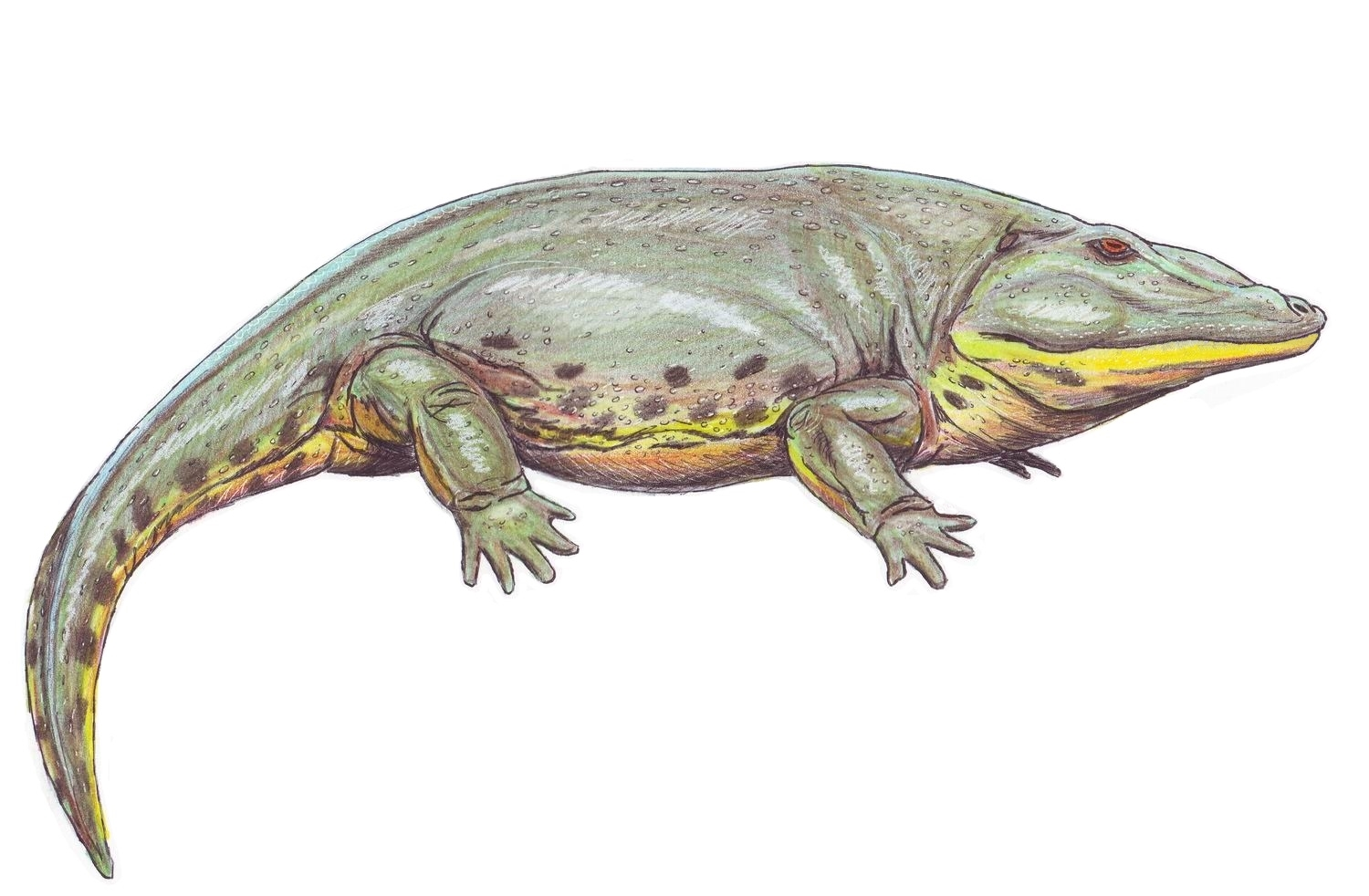
Restoration.

Kraniet hos Eryops är proportionellt stor; Bred och platt och når uppemot 60 centimeter. Det liknade det hos stjärtgroddjur. Den hade en enorm mun med många vassa tänder i starka käkar. Dess tänder hade emalj med en hopvikt mönster, därav dess klassificering med labyrinthodontia ("labyrinttandad"). Dess huggtandsartade palatala tänder tillsammans med dess stora, gapande käkar tyder på en inertial utfodringsvana. Ett amfibiedjur skulle fatta tag om sitt byte och, eftersom det saknar tuggmekanism, kasta huvudet uppåt och bakåt och samtidigt som bytet kastas längre bak i munnen. Sådant ätbeteende ägnar sig dagens krokodiler och alligatorer åt. Det tas för givet att Eryops inte var särskilt aktiv. Sålunda var en rovdjurslik tillvaro visserligen möjlig men troligen inte norm. Det är mer sannolikt att den åt fisk, antingen i vattnet eller de som strandade på kanten av sjöar och träsk. Utbudet av markbundna ryggradslösa djur var dessutom rikligt på den tiden, och detta kan ha medfört en ganska adekvat födokälla i sig.
Eryops ögonhålor var stora och riktade uppåt. Kroppen var låg mot marken och stött av korta, massiva lemmar. Svansen var kort, vilket tyder på att djuret var inte en snabb eller stark simmare. Den platta skallen med stora ögon och näsborrar som placerats på toppen av huvudet indikerar att Eryops jagade smygande, ungefär som en modern krokodil, och låg tyst i vattnet i väntan på byten med bara dess ögon och näsborrar synliga ovanför vattnet.
Skuldergördeln hos Eryops var högt utvecklad, och av större storlek till förmån för bättre musklelfästen till både gördeln samt armar och ben. Framför allt var skuldergördeln bortkopplad från kraniet, vilket resulterade i förbättrad markförflyttning. Crossopterygian cleithrum bibehölls som nyckelbenet, och interclavicle var väl utvecklat, liggande på undersidan av bröstet. I primitiva former kunde de båda nyckelbenen och interclavicle ha vuxit ventralt på ett sådant sätt att de bildar en bred bröstplatta, fastän så inte var fallet med Eryops. Den övre delen av gördeln hade ett platt skulderblad, med hålrummet Cavitas glenoidalis beläget nedanför, vilket fungerar som artikulationsytan för överarmsbenet, medan det ventralt fanns en stor platt coracoid-platta vriden i riktning mot mittlinjen.
Bäckenet var också mycket större än den enkla plattan som finns i fiskar, vilket möjliggör för mer muskler. Det utsträcktes långt dorsalt och sammanslöt vid ryggraden av en eller flera särskilda revben. Bakbenen var i viss grad specialiserade på att inte bara bära upp vikt, men tillhandahöll även framdrivning. Den dorsala förlängningen av bäckenet var tarmbenet, medan det breda ventrala plattan bestod av blygdbenet framtill och ischium baktill. De tre benen möttes på en enda punkt i mitten av bäckenets triangel, som kallas acetabulum, vilket ger en yta för artikulation för lårbenet.

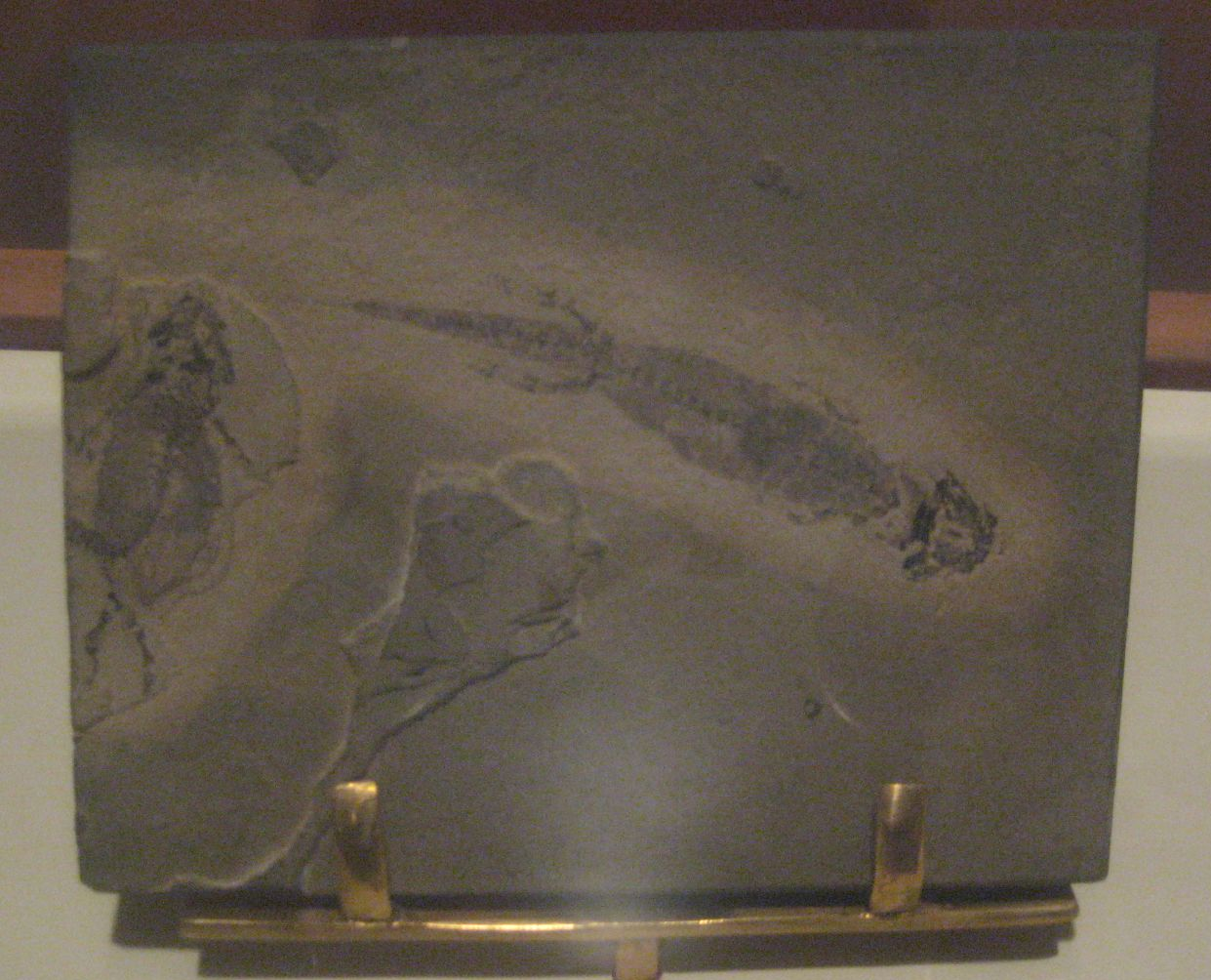
Pelosaurus laticeps, ett möjligt grodyngel av Eryops.

## Källhänvisningar
1. ↑  http://www.geol.umd.edu/~tholtz/G104/handouts/104usnm108.pdf

Den här artikeln är helt eller delvis baserad på material från engelskspråkiga Wikipedia, Eryops, 20 juni 2014.